# Higinio Morínigo
Higinio Morínigo Martínez (Paraguarí, 11 de janeiro de 1897 — Buenos Aires, 1985), foi um político e militar paraguaio. Foi presidente provisório e depois constitucional do Paraguai desde 7 de setembro de 1940 até 3 de junho de 1948, exercendo um regime autoritário e em 1947, levou o país a uma sangrenta guerra civil.

## Biografia
Seu pai, Juan Alberto Morinigo, participou na Batalha de Acosta Ñu, durante a Guerra da Tríplice Aliança em 1869, e sua mãe, Pabla Martinez, nasceu em Villeta, um porto fluvial ao sul de Assunção.
Morínigo graduou-se na Escola Militar, como Segundo Tenente em 1922, chegando ao cargo de General e participou da Guerra do Chaco contra a Bolívia, de 1932-1935; em 1940, tomou o governo depois do falecimento do então presidente José Félix Estigarribia, ao ser designado presidente provisório pelo conselho de ministros. Em 1943, foi eleito Presidente constitucional para um período de 5 anos.
Mas em 1947 ocorreu a Revolução Colorada; em 1948 foi derrubado do governo, sendo substituído pelo presidente do Poder Judiciário, Dr. Juan Manuel Frutos, do Partido Colorado.